# Squatina japonica
El angelote japonés (Squatina japonica) es una especie de elasmobranquio escuatiniforme de la familia Squatinidae.